# Elbrus Tedejew
Elbrus Sosłanowycz Tedejew, ukr. Ельбрус Сосланович Тедеєв (ur. 5 grudnia 1974 we Władykaukazie) – ukraiński zapaśnik w stylu wolnym, działacz sportowy i polityk.

## Życiorys
Z pochodzenia Osetyjczyk. Absolwent Narodowego Uniwersytetu Wychowania Fizycznego i Sportu. Jako zapaśnik zdobył dwa medale olimpijskie: złoty w Atenach w 2004 w wadze 66 kg i brązowy w Atlancie w 1996 w wadze 62 kg. Wywalczył również cztery medale mistrzostw świata: trzy złote (1995, 1999, 2002) i jeden brązowy (2001). Na mistrzostwach Europy zajmował miejsca: drugie (1997), trzecie (1998), pierwsze (1999), drugie (2003) i drugie (2004) .
Po zakończeniu kariery sportowej podjął pracę w administracji rządowej. Został też przewodniczącym ukraińskiej federacji zapasów. W 2006, 2007 i 2012 uzyskiwał mandat deputowanego do Rady Najwyższej z listy Partii Regionów.
Jego brat Dzambołat Tedejew był również zapaśnikiem i olimpijczykiem.